# Miltomiges obrepta
Miltomiges obrepta is een vlinder uit de familie van de dikkopjes (Hesperiidae). De wetenschappelijke naam van de soort is voor het eerst geldig gepubliceerd in 1936 door Kivirikko. Dit taxon wordt wel beschouwd als een ondersoort van Eprius veleda (Godman, 1901).